# Slavkov pod Hostýnem
Slavkov pod Hostýnem är en ort i Tjeckien.   Den ligger i regionen Zlín, i den östra delen av landet, 250 km öster om huvudstaden Prag. Slavkov pod Hostýnem ligger 355 meter över havet och antalet invånare är 546.
Terrängen runt Slavkov pod Hostýnem är kuperad åt sydost, men åt nordväst är den platt.Runt Slavkov pod Hostýnem är det ganska glesbefolkat, med 26 invånare per kvadratkilometer. Närmaste större samhälle är Zlín, 16,7 km söder om Slavkov pod Hostýnem. I omgivningarna runt Slavkov pod Hostýnem växer i huvudsak blandskog.